# 卷毛山矾
卷毛山矾（学名：Symplocos ulotricha）为山矾科山矾属下的一个种。

## 扩展阅读
- 維基物種上的相關：卷毛山矾